# Rotoscythe
Rotoscythe var en gräsklippare av rotortyp tillverkad i England under 1930-talet och t.o.m. 1950-talet. Den utvecklades av Power Specialities of Maidenhead, Berkshire. Maskinerna hade även bakmonterad uppsamlare som blev vanligt under 1970-80-talen. Det svenska företaget Nymanbolagen hade denna typ av uppsamlare redan 1957 då de började att tillverka rotorgräsklippare.